# 壱岐市立田河小学校
壱岐市立田河小学校（いきしりつたがわしょうがっこう, Iki City Tagawa Elementary School）は長崎県壱岐市にある公立小学校。略称は「田小」（たしょう）。

## 概要
歴史
1874年（明治7年）に開校した「第五大学区第四中学区諸吉小学校」を前身とする。2024年（令和6年）に創立150年を迎えた。
所在地
〒811-5315　長崎県壱岐市芦辺町諸吉二亦（もろよしふたまた）触1659番地
校名の「田河」は田畑が多く、壱岐最長の幡鉾川をはじめとする河川が流れているということで「田川」から「田河」となったと言われている。現在住所に「田河」が入ることはないが、「田河町」「田河村」という町村があった。
校訓
「努力・真心・和」
校章
元芦辺町教育長の大川稔によるデザインで、「田河」地区にふさわしく、大地と稲と水をモチーフにした背景の上に、「小」の文字を配している。
校歌
作詞は松坂直美、作曲は原賢一によるもの。歌詞は3番まであり、各番とも、「伸び行く田河小学校」で終わる。田河小学校の公式ウェブサイトで音楽を試聴することができる。
校区
芦辺町諸吉地区（大石触除く）、深江地区。中学校区は壱岐市立芦辺中学校（旧・壱岐市立田河中学校）。

## 沿革
- 1874年（明治7年）8月[5] - 諸吉本村触字熊本の旧庄屋に「第五大学区第四中学区諸吉小学校」が開校。
- 1877年（明治10年）- 「諸吉学区公立中下等諸吉小学校」と改称。芦辺浦天徳寺に芦辺分校、八幡浦215のイに八幡分校を設置。
- 1878年（明治11年）- 芦辺分校が中下等芦辺小学校（現・壱岐市立芦辺小学校）として独立。
- 1883年（明治16年）
  - 「諸吉学区中等諸吉小学校」と改称。
  - 深江[6][7]・湯岳（ゆたけ）・鬼川（おにかわ）[8]に分校を設置。
  - 芦辺小学校を再び芦辺分校とし、八幡（やはた）分校を八幡分舎とする。
- 1886年（明治19年）2月
  - 小学校令の改正に伴い、「尋常諸吉小学校」と改称。
  - 芦辺分校、深江分校を廃止。
  - 湯岳分校と鬼川分校が廃止・統合の上、諸吉学区公立中等中尾小学校（読みは「ちゅうのお」、現・壱岐市立那賀小学校）が新設される。
- 1892年（明治25年）- 芦辺分教場を開設。
- 1893年（明治26年）- 「諸吉尋常小学校」に改称。芦辺分教場が分離し、芦辺尋常小学校として独立。
- 1908年（明治41年）4月 - 高等科を併置し、「田河尋常高等小学校」[9]と改称。
- 1909年（明治42年）- 学校医制度を創始。（校医嘱託の始まり）
- 1913年（大正2年）- 東部連合運動会を棚江原で実施。
- 1914年（大正3年）- 第1回学芸会を開催。
- 1916年（大正5年）- 田河農業補習学校を付設。
- 1919年（大正8年）10月 - 運動場を拡張。
- 1925年（大正14年）- 少年赤十字を結成。
- 1927年（昭和2年）- 図書館・医務室が完成。電話が開通。
- 1935年（昭和10年）- 芦辺尋常小学校を再び芦辺分校とする。
- 1939年（昭和14年）- 芦辺分校が再び芦辺尋常小学校として独立。
- 1941年（昭和16年）4月 - 国民学校令により「田河村立田河国民学校」となる。
- 1946年（昭和21年）- ニブロ米占領軍軍政部教育官が来校・視察。
- 1947年（昭和22年）
  - 4月1日 - 学制改革（六・三制）により、「田河村立田河小学校」となる。田河村立田河中学校を併設。
  - 11月3日 - 町制施行により、「田河町立田河小学校」と改称。
- 1948年（昭和23年）- PTAが結成。
- 1949年（昭和24年）12月 - 田河中学校の校舎が別の場所に新築され移転したため、併設を解消。
- 1954年（昭和29年）- JRCを結成。
- 1955年（昭和30年）4月 - 町村合併[2]により、「芦辺町立田河小学校」と改称。八幡分校が芦辺町立八幡小学校として独立。
- 1956年（昭和31年）- 田河小学校PTA文化部事業として一日保育園を実施。
- 1957年（昭和32年）- 隔日幼児園として、深江・諸吉の2組に分け、二亦公民館を使用し開園（田河幼稚園の前身となる）。
- 1959年（昭和34年）8月 - 講堂（へき地集会所）[10]が完成。
- 1962年（昭和37年）12月 - 芦辺町立田河幼稚園（現・壱岐市立田河幼稚園）を設置。
- 1963年（昭和38年）
  - この年 - 観察池を設置。
  - 7月 - 校歌を選定。校章を制定。　
  - 9月[11] - 粉乳（ミルク）給食を開始。
- 1966年（昭和41年）- 鉄筋2階建て校舎が完成。（現在の旧校舎・特別教室棟）
- 1968年（昭和43年）- 特殊学級（現・特別支援学級）を開設。
- 1970年（昭和45年）4月 - 牛乳給食となる。
- 1972年（昭和47年）7月 - 簡易プール（20m×15m）が完成。
- 1974年（昭和49年）9月 - 創立100周年記念式典を挙行。記念事業を実施。
- 1978年（昭和53年）3月 - 校舎前県道幅員拡張に伴い、運動場ブロック塀工事と削岩工事を実施。
- 1979年（昭和54年）10月 - 給食室を改造。
- 1980年（昭和55年）4月 - 完全給食を開始。
- 1983年（昭和58年）
  - 3月 - 校舎改築用地造成が完了。
  - 8月 - 新校舎建設に着工。
- 1984年（昭和59年）
  - 3月 - 新校舎（現校舎）が完成。幼稚園舎も新築された。
  - 6月 - 庭園を造成。
- 1985年（昭和60年）8月 - 体育館敷地を造成。学校・学級園を造成。運動場を整備（階段・側溝工事）。諸旗掲揚ポールを設置。
- 1986年（昭和61年）3月 - 体育館が完成。
- 1987年（昭和62年）11月 - 校門を設置。
- 1990年（平成2年）2月 - 新給食室が完成。（以前は旧校舎に近かったが、新校舎の近くに移設された。）
- 1992年（平成4年）3月 - プール更衣室を改築。
- 1994年（平成6年）8月 - 農具倉庫を新設。異常渇水のためにプールを閉鎖。
- 1998年（平成10年）10月 - パソコン室を設置。
- 1999年（平成11年）
  - 3月 - 太陽電池街灯を設置。
  - 9月 - 長崎県教育長（大村道夫）が視察で来校。
  - 10月 - 図書室に寄贈による大蔵元[12]文庫を創設。
- 2000年（平成12年）
  - 4月 - PTA・地域住民の協力により、学校園を造園。
  - 10月 - 長崎県教育委員会主催「ふるさとふれあい学習」において島原市立第五小学校と交流を行う。
- 2001年（平成13年）
  - 6月 - 防犯用ブザーを設置。
  - 8月 - インターネットを開設。
- 2002年（平成14年）
  - 1月 - 芦辺町子供議会に参加。
  - 2月 - 水洗トイレ工事が完了。
- 2003年（平成15年）8月 - 一輪車倉庫が完成。
- 2004年（平成16年）
  - 3月 - 市町村合併で壱岐市が誕生したことにより、「壱岐市立田河小学校」（現在名）と改称。
  - 7月 - 「長崎っ子の心を見つめる」教育週間が開始。
- 2005年（平成17年）2月 - ホームページを開設。
- 2006年（平成18年）6月 - 校内LAN敷設工事を実施。
- 2008年（平成20年）3月 - 壱岐市地域イントラネット基盤施設整備工事を実施。
- 2011年（平成23年）
  - 8月 - 旧校舎外壁塗装工事を実施し、旧校舎を「特別教室棟」と改称。
  - 9月 - 壱岐市学校給食センターが勝本町亀石地区に完成したことにより、旧芦辺町地区の各校独自調理方式から、センターからの配送方式に変更。

## アクセス
最寄りのバス停
- 壱岐交通
  - 「田河校前」バス停下車後すぐ。
    - 芦辺港方面からは「郷ノ浦行き（直行）」または、「印通寺経由郷ノ浦行き」のバスに乗車。
    - 印通寺港方面からは「芦辺行き」のバスに乗車。
    - 壱岐空港方面からは「郷ノ浦行き」のバスに乗車し、「印通寺入口」バス停で下車後、反対側の乗り場から「芦辺行き」のバスに乗車。
    - 郷ノ浦港方面からは「郷ノ浦行き」のバスに乗車し、「本町」バス停で下車後、反対側の乗り場から「芦辺行き（直行）」のバスに乗車。

最寄りの県道
- 長崎県道23号勝本石田線と長崎県道173号郷ノ浦芦辺線が合流する地点にある。
  - 芦辺漁港方面からは、長崎県道23号勝本石田線を南下。
  - 印通寺港・壱岐空港方面からは長崎県道23号勝本石田線を北上。
  - 郷ノ浦港方面からは長崎県道173号郷ノ浦芦辺線を北上。

## 周辺
- 壱岐市立田河幼稚園
- 壱岐市立芦辺中学校（旧壱岐市立田河中学校）- 中学校は海沿いにあり、小学校から徒歩約10～15分ほどの距離にある。
- 壱岐市農業協同組合有限会社 アグリランドいき 直売所「道の駅 壱番館」（旧 田河支所）
- 株式会社壱岐の華（長田焼酎屋）
- 龍造寺
- 壱岐警察署田河警察官駐在所（2006年（平成18年）に廃止された。）

## 関連
- 長崎県小学校一覧